# Lords of Summer
Lords of Summer è un singolo del gruppo musicale statunitense Metallica, pubblicato il 20 giugno 2014.

## Descrizione
Lords of Summer è il primo brano inedito pubblicato a distanza di tre anni dall'ultimo album contenente materiale inedito del gruppo, Lulu, ed è stato presentato per la prima volta dal vivo durante le tappe sudamericane del tour del 2014 Metallica by Request, venendo reso disponibile per l'ascolto in versione demo a partire dal 19 marzo dello stesso anno.
Il 20 giugno dello stesso anno il gruppo ha pubblicato una seconda versione del brano per il download digitale, denominata First Pass Version, mentre il 24 settembre hanno annunciato attraverso il proprio sito ufficiale la commercializzazione in vinile del singolo, pubblicata il 28 novembre dello stesso anno in occasione del Black Friday del Record Store Day.
Un'ulteriore versione riarrangiata è stata inclusa nell'edizione deluxe del decimo album in studio del gruppo, Hardwired... to Self-Destruct.

## Video musicale
In occasione della pubblicazione dell'album Hardwired... to Self-Destruct, il 17 novembre 2016 i Metallica hanno pubblicato un videoclip anche per la versione riarrangiata di Lords of Summer, diretto da Brett Murray.

## Tracce
Testi e musiche di James Hetfield, Lars Ulrich e Robert Trujillo.
Download digitale
1. Lords of Summer (First Pass Version) – 8:20

12"
1. Lords of Summer (First Pass Version) – 8:20
2. Lords of Summer (Live Version) – 8:48

## Formazione
Gruppo
- James Hetfield – chitarra, voce
- Lars Ulrich – batteria
- Kirk Hammett – chitarra
- Robert Trujillo – basso

Produzione
- James Hetfield – produzione
- Lars Ulrich – produzione
- Mike Gillies – registrazione, missaggio

## Classifiche
| Classifica (2014)          | Posizione massima |
| -------------------------- | ----------------- |
| Stati Uniti (rock digital) | 37                |